# Bighorn Canyon National Recreation Area
Bighorn Canyon National Recreation Area ist ein 120.296 Acres (487 km²) großes Erholungsgebiet von nationaler Bedeutung rund um den Bighorn River an der Grenze der US-Bundesstaaten Wyoming und Montana. Das Gebiet wurde 1968 als National Recreation Area definiert und wird vom National Park Service verwaltet.

## Geschichte
Die menschliche Geschichte des Gebietes kann mindestens 12.000 Jahre zurückverfolgt werden. Im späten 16. Jahrhundert ließen sich Absarokee-Indianer hier nieder. 1805 reiste der Händler François-Antoine Larocque möglicherweise als erster Weißer in das Gebiet des Bighorn Rivers. In der Folge wurde das Gebiet von US-Amerikanern erforscht. Im späten 19. Jahrhundert ließen sich Viehzüchter hier nieder. In der ersten Hälfte der 1960er Jahre wurde die Yellowtail-Talsperre gebaut, die den Bighorn River zum Bighorn Lake staute. 1968 wurde dem Potential als Naherholungsgebiet durch die Gründung der Bighorn Canyon National Recreation Area Gewicht verliehen.

## Touristische Nutzung
Die Bighorn Canyon National Recreation Area bietet touristische Aktivitäten am und im Wasser, es gibt Marinas in Fort Smith und in Lovell. Im Park wurden mehrere Wanderwege in unterschiedlichen Schwierigkeitsgraden mit einer Gesamtlänge von ca. 27 km angelegt.
Daneben können vier historische Ranches besichtigt werden. Für Übernachtungen stehen mehrere Campingplätze zur Verfügung. In Lovell (Wyoming) sowie an der Yellowtail-Talsperre gibt es Besucherzentren (Visitor Centers). Beim Besuch des Erholungsgebietes wird ein Eintrittsgeld erhoben. Jährlich besuchen zwischen 200.000 und 250.000 Personen die Bighorn Canyon National Recreation Area.

## Galerie

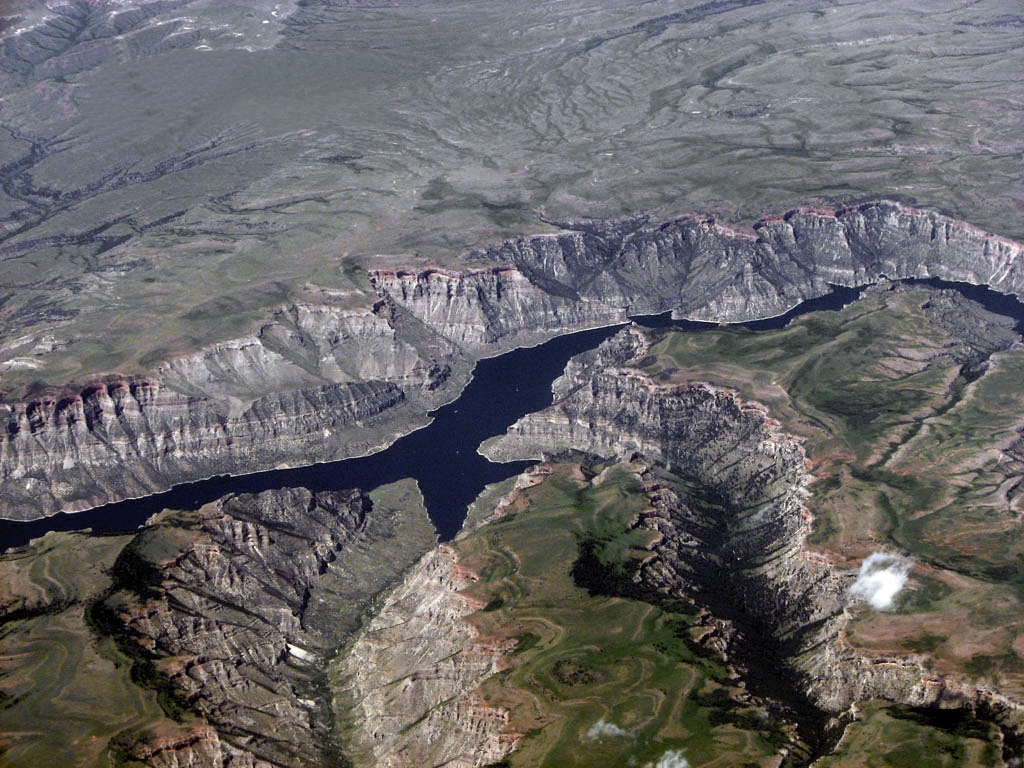
Bighorn Lake aus der Vogelperspektive
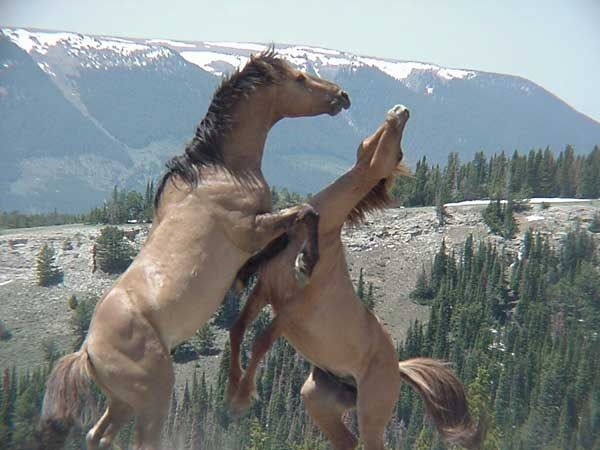
Wildpferde in den Pryor Mountains
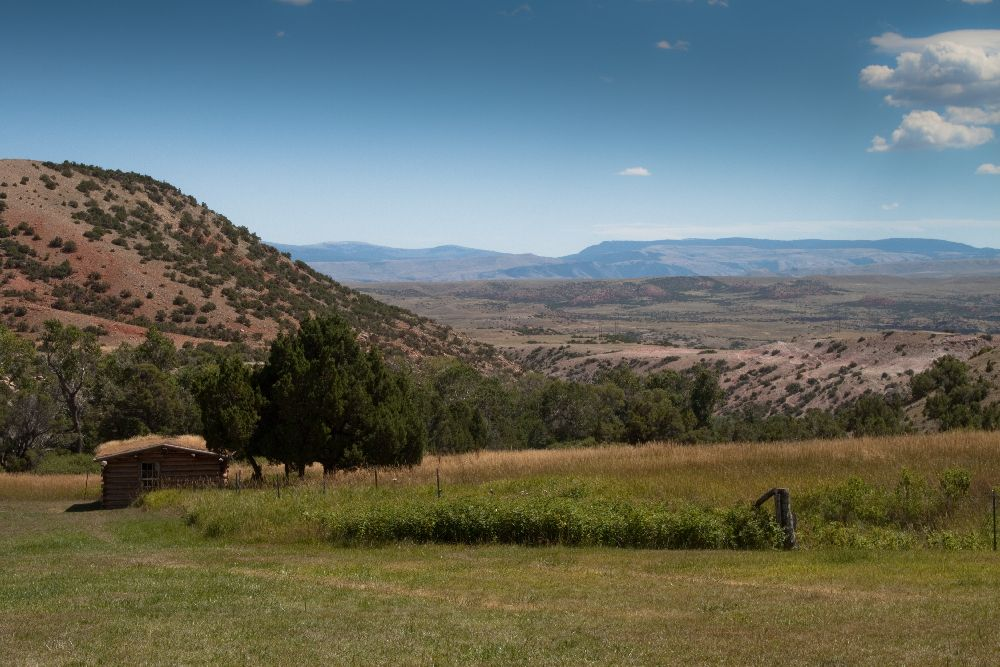
Historische Ranch im Parkgebiet
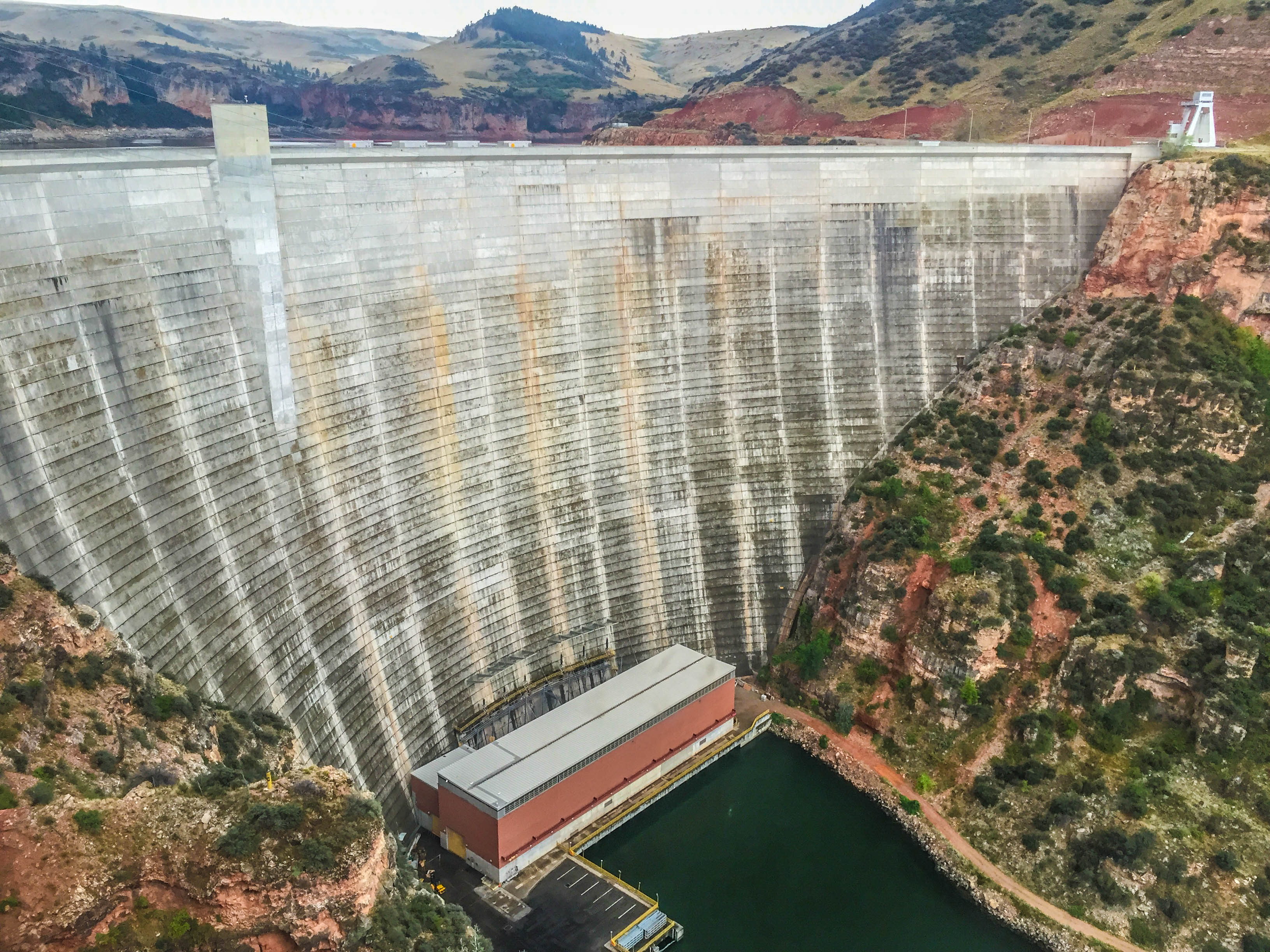
Yellowtail Dam